# ارمنستان در ۲۰۱۴
لیست زیر رویدادهایی است که در طی سال ۲۰۱۴ (میلادی) در ارمنستان اتفاق افتاده است.

## صاحب منصبان
- رئیس‌جمهور: سرژ سارگسیان
- نخست‌وزیر: تیگران سارگسیانهوویک آبراهامیان

## درگذشتگان
- ۸ ژانویه: آرمن مازمانیان، ۵۳, هنرپیشه و کارگردان تئاتر
- ۲۰ ژانویه: آرمن هوانسیان، ۱۹, سرباز جمهوری قره‌باغ
- ۲۲ فوریه: گریگور گورزادیان، ۹۱, فیزیک‌دان و ستاره‌شناس
- ۲۰ آوریل: هرانت واردانیان، ۶۵, نیکوکار و تاجر
- ۲۳ مه: آلیسا کیراکوسیان، ۷۷, شاعر و مترجم آرژانتینی ارمنی‌تبار
- ۲۳ دسامبر: یوگنی آراموویچ آبرایان، ۸۴, فیزیکدان و مخترع ارمنستان-اتحاد شوروی
- ۲۸ دسامبر: واهان هوهانیسیان، ۵۸, دیپلمات